# 電波ジャック
電波ジャック（でんぱジャック）とは、電気通信における正規の伝送路を乗っ取り、正規の受信者に向けて独自の内容を送信することをいう。
なお、「電波ジャック」はハイジャックに由来する日本独自の表現であり、英語では「Broadcast signal intrusion（放送信号割込み）」または「Broadcast pirating」と呼ぶ。

## 手法

### 無線通信
エラー訂正や暗号化がされていない放送（アナログ信号を使った放送など）の場合には、同一周波数の電波を同一のフォーマットに準じて発射することで乗っ取れる。
ラジオ放送の場合、正規の放送においても容易に混信が発生する特性を持っており、電波ジャックは比較的容易である。ラジオ放送の周波数帯に対応した強力な送信機が使用される。国家間でラジオ放送局を利用したプロパガンダや通信妨害の放送を互いに相手国領土内に流し合うという事例が多く見られる。
テレビジョン放送においても、理論的には周波数帯に対応した送信機を使用するだけで近隣のテレビ受像機に音声および映像を映し出すことができる。しかし、アナログテレビ放送は一般に大出力であるため、本来の放送を妨害して音声・映像ともに完全に乗っ取るには、放送局よりさらに大出力の送信機が必要となり、発信源の特定がされやすいことから、このような完全な電波ジャックが行われた例はまれである（音声のみを乗っ取る事例は多い）。
ただし、かつてアメリカでは、コンポジット映像信号入力（ビデオ端子）を持たない旧型テレビ向けにアンテナを通じてビデオテープレコーダの映像を映し出す簡易な送信機が販売されており、この機器に電波出力を上げる改造を施すだけで、近隣のテレビの映像になら悪影響を与えることができた。また、クローズドキャプションの製作機材を悪用することで、クローズドキャプションが用いられていないテレビ放送に対して、意図的に文字情報をかぶせて表示させる手法も行われた。
ラジオやテレビの放送以外に、防災無線が標的にされた事例もあった（後述）。
政府では正常な放送が妨害されないよう、不法無線局の監視と取り締まりを行っている。日本では電波利用料を財源にデューラスを運用している。
21世紀の日本においては、地上デジタルテレビ放送の完全実施と、総務省総合通信局による電波監視体制の構築が進み、ラジオ放送以外での電波ジャックは事実上不可能となりつつある。

### 有線通信
ケーブルテレビなどの有線放送は、放送局から電線を通じて各家庭に配信する。この配信網の中継点に意図的に接続することによって、そこから下流の受像器に電波ジャックを行う。有線の中継点は電柱上や建物内にあり、中継装置に接続するには専門的な機材と知識のある人間が直接作業する必要があるため、発覚するリスクが高い。電波で中継している箇所を狙って乗っ取る場合は前述の手段が用いられる。
近年の日本では光ファイバー化が進んでいるため、接続自体が困難である。

### 放送局の機材
前述のように電波の混信や配線への細工は難しくなったが、放送機材に一般に流通している規格のコンピュータ（WindowsやMac、Unixなど）が利用されるようになったため、局内のネットワークに侵入し放送素材を改竄することで電波ジャックを行う事例が発生している。

## 無線での事例

### ラジオ

#### UVB-76
ロシアの短波放送「UVB-76」はあまりにも有名となったことから、イタズラの標的となり複数回の電波ジャックにあっている。

#### 藤井寺球場爆破予告
1989年9月27日、ラジオ大阪のプロ野球中継「近鉄バファローズナイター 近鉄対西武戦」の放送中だった20時5分から20時24分までにかけて、のべ5回にわたり、「藤井寺球場に時限爆弾を仕掛けた」とする音声が混入した。ラジオ大阪によると、球場と送信所を結ぶ、FM無線による中継回線と同じ周波数に妨害電波が割り込まれたと見られている。うち3回の混入事例は以下の通り。
- 20時20分頃から約3分間、7回表の西武の攻撃中に実況の音声が消えて「藤井寺球場に時限爆弾を仕掛けた。あと25分で爆発する」と押し殺したような男の声が2度繰り返された。
- その55秒後にも1回目と同じ言葉を2度繰り返し「こちらは赤報隊、終わり」と付け加えた。
- その70秒後「あと24分で…」と同じ内容を2度繰り返し「こちらは日本赤報隊」と締めた。

この3回は15～20秒の長さで、異常に気づいた同局が20時28分に中継回線を予備の有線に切り替えたため、男の声は入らなくなった。
放送を聴いていたファンから同局や藤井寺球場、警察などに電話が殺到し（同局には約40件の問い合わせ）、大阪府警羽曳野署員と制服警官のほか当直の刑事課員などを出動させ、ガードマンや職員計110人の協力も得て、球場内のトイレや通路などを1時間近く捜索したが、不審物は見つからないまま試合が終わった。同局は試合終了後、「ただいまの野球放送の中で、悪質な違法電波が混入しました。おわびします」と謝罪した。

### テレビ

#### 革共同と関連した電波ジャック
革命的共産主義者同盟革マル派と中核派の暴力的対立が激化していた時代に、革マル派の主張に準ずる内容の電波ジャックが行われた。同団体の関与が疑われるが詳細は不明である。2例確認されているうち、1978年の事例は日本初の電波ジャックとみなされている。
- 1978年1月17日[6]、東京都内において、NHK総合テレビで「NHKニュース」を放送中の12時から12時15分のうち約10分間[7]、映像はNHKのまま、「権力犯罪を告発する国際連帯人民委員会」を名乗る演説音声が放送される事件が発生した[5]。演説内容は、革命歌「インターナショナル」[7]とともに、女性の声で水本事件（革マル派の学生が警察によって殺害されたと革マル派が主張する事件）の真相究明を訴えるものだった[5]。新宿区・渋谷区・杉並区・中野区・練馬区など、東京都道318号環状七号線の半径5kmの範囲で発生したため、車で移動しながら放送したのではないかとみられている[7]。また電波ジャックと同時に西新宿の飲食店にやってきて「テレビをつけろ」と要求する不審者グループが現れた[8]。革マル派側は同日夜に「電波ジャックは『国際人民連帯委員会』が実施したもので、革マル派は同委員会とは無関係である」という旨の声明を発表した。この事件で、NHKには苦情が約100件寄せられた[9]。
- 1987年4月5日には、東京都杉並区付近において、NHK総合テレビで大河ドラマ『独眼竜政宗』を放送中の20時20分から4分30秒間、電波ジャックが発生した。「緊急放送を始めます」というアナウンスから始まり、女性の声で「中核派は人殺し集団であり、東京都議会議員補欠選挙に立候補している長谷川英憲には投票するな」「杉並から追放しよう」と演説、同時に画面には炎上する自動車や候補のポスターが映しだされる内容で、このときはNHKに約80件の苦情があったという[8][10]。

#### 「連帯」事件
1985年9月、ポーランドのトルン大学（ニコラス・コペルニクス大学）に所属する天文学者であるZygmunt Turlo、Leszek Zaleski、Piotr Lukaszewski、Jan Hanaszの4人がパソコンと送信機を用いた自作の放送機材を用いてトルンの国営テレビ放送を乗っ取る事件を起こした。その内容は「値上げ、嘘、弾圧はもうたくさんだ。トルン「連帯」 (Enough price increases, lies, and repressions. Solidarity Torun)」と「選挙のボイコットはわれわれの義務である (It is our duty to election boycott)」という二つの字幕であり、独立自主管理労働組合「連帯」のロゴとともに国営放送の内容に被さるように表示されるものであった。4人の学者の行動はのちに当局に発見され、「無免許の無線送信機の所持と公衆の不安を煽る行為」を罪状として拘束された。しかし当局は4人の天文学会での功績を考慮（実際には西側諸国からの批判をかわすためでもあった）し、4人に対しそれぞれ100ドル相当の罰金と執行猶予つきの判決を下すに留まった。しかし、ポーランドの一般的な月収が20ドルに満たない時代であった当時としてはこの判決でも大変な重刑であり、民衆のポーランド人民共和国に対する不満はのちのポーランド民主化運動によって結実していく事になる。

#### マックス・ヘッドルーム事件
1987年11月22日、イリノイ州シカゴで同日中に二度にわたって発生した事件。午後9時台にWGN-TV（シカゴ9ch）のニュース番組「The Nine O'Clock News」の放送中、次いで午後11時台にWTTW（シカゴ11ch）でドラマ『ドクター・フー』の放送中、マックス・ヘッドルームをモチーフにした仮面を被った男が、車庫のような空間の中で意味不明の言葉を喋り続け、映像の後半では尻を出して女性らしき人物にムチで叩かせるという映像が流された。女性が登場するシーンの前後や音声などを編集してあることから生放送ではなかったとみられるが、その不気味かつ下品でどことなくユーモアのある映像は世間を驚かせ、現地のニュース番組にも取り上げられた。現在に至るまで犯人は発見されていない。

#### レバノン侵攻の際の電波ジャック
2006年7月、イスラエルとレバノン国内の非国家軍事組織ヒズボラとの間に起きた紛争であるレバノン侵攻の際、イスラエル軍はヒズボラの機関衛星放送局であるアル＝マナールTVの周波数帯をジャックして、ヒズボラおよびヒズボラ議長ハサン・ナスルッラーフを批判する内容のプロパガンダ放送を流し続けた。通常の電波ジャックとは性格が異なる、国家および正規軍が戦術の一環として公然と行った大規模な電波ジャックの一例である。

#### アノニマスによる電波ジャック
2022年ロシアのウクライナ侵攻において、ウクライナ支援を表明したアノニマスは、2022年2月27日、報道規制が行われているロシア国営テレビ局内のシステムに侵入し、ロシア国民にウクライナの情勢を伝える映像を流したと表明した。

#### イラン国営放送の電波ジャック
2022年10月8日、イラン・イスラム共和国放送傘下の放送局が放送していたニュース番組の映像が、ハッカー集団「Edaalat-e Ali」に乗っ取られた。
挿入された映像は、髪を覆うスカーフが適切でないとして道徳警察に逮捕され拘留中に死亡したマフサ・アミニと、それに対する抗議デモで死亡した3人の女性、アリー・ハーメネイーを標的とするような映像であることから、一連の事件に対する抗議とみられている。

## 有線での事例

### ケーブルテレビ

#### キャプテン・ミッドナイト事件
1986年4月26日東部標準時12時32分、アメリカのケーブルテレビ局HBOの放送が乗っ取られた事件。同局で映画『コードネームはファルコン』を放送中にロングアイランドの放送電波塔からの電波が乗っ取られ、カラーバーを背景に「キャプテン・ミッドナイト (Captain Midnight)」を名乗る人物からの下記のようなメッセージが、数分間にわたって表示され続けた。
| 「 | GOODEVENING HBO FROM CAPTAIN MIDNIGHT $12.95/MONTH ? NO WAY ! [SHOWTIME/MOVIE CHANNEL BEWARE!] | 」 |

上記はHBOの競合ケーブル放送網のショウタイムとThe Movie Channelの視聴を推奨する内容で、のちにフロリダ州オカラ在住のジョン・R・マクドゥーガルが逮捕された。マクドゥーガルはHBOの放送内容と料金に不満を持って犯行に及んだと自供しており、5000ドルの罰金および保護観察処分となった。
なお、犯人逮捕の決め手は電波の発信源の特定ではなく、彼の犯行を知る者からのウィスコンシン州当局への匿名での電話通報であった。逆探知により電話の発信元がフロリダ州ゲインズビル州間高速道路75号線沿いのサービスエリアの公衆電話という事までは突き止められたが、通報者の詳細はついに判明しなかった。

#### プレイボーイ事件
1987年9月、アダルト放送を展開するプレイボーイチャンネルの電波が乗っ取られる事件が発生。犯人として逮捕されたトーマス・ヘイニーはクリスチャン・ブロードキャスティング・ネットワーク (CBN) の従業員であり、プレイボーイチャンネルのポルノグラフィに抗議する意図で犯行に及んだと語っている。この事件によりヘイニーはCBNを解雇された。

#### 長春市電波ジャック事件
2002年3月5日、中華人民共和国長春市において法輪功を宣伝する内容と中国当局による法輪功の弾圧を主張する内容の電波ジャックが行われた。
後日、新興宗教であり中国で弾圧を受けているともされる法輪功の関係者15人が逮捕され、4年から20年の懲役とする実刑判決が下された。

#### 天安門事件映像
2014年8月1日夜、中国浙江省温州市のケーブルテレビで、1989年の天安門事件の際に男性が戦車の前に立ちはだかった映像や、投獄されている民主化活動家らの釈放を求める映像、中国共産党を批判する映像などが数十分流れたあと、テレビ放映自体が遮断された。同年8月16日、警察当局は40歳のシステムエンジニアの男の身柄を拘束した。

## 放送波以外の事例

### 杉並区防災無線電波ジャック事件
1985年6月22日午後9時45分頃、東京都杉並区の防災無線用スピーカーにおいて、杉並区議会議員（当時）・長谷川英憲を中傷する内容の声明が流れた。長谷川は当時東京都議会議員選挙に立候補しており、同日は選挙運動期間中であった。革マル派の犯行が疑われたが不明である。

### 地下鉄オウムソング事件
1995年6月26日、営団地下鉄銀座駅と永田町駅の構内放送からオウムソングが5～7分間流れた。

### チェコの核攻撃映像事件
2007年6月17日、チェコのプラハを中心に全土で放送している国営放送局チェコ・テレビが日曜朝に放映していた、チェルニー・ドゥール近郊のクルコノシェ山脈を撮影した情報カメラの映像において、カメラがスクロールしていく最中に突然真っ白い閃光が画面全体を覆いつくし、その後、核爆発のキノコ雲が立ち上る風景が映し出され、ホワイトノイズとともに映像が途切れるという、一見すればチェコを標的とした核戦争が勃発したと見間違えかねない凄まじい映像が映し出された。
犯行はチェコ国内で過去何度も電波ジャックを繰り返していたゲリラアーティスト集団Ztohovenが回線に直接介入したものであり、実際の映像にコンピュータグラフィックスを重ね合わせて製作したCGIを、カメラと放送局をつなぐ回線に割り込ませる手口であった。チェコ当局は、いたずらとしても芸術表現としてもあまりに度が過ぎた行為であることを重く見て、同グループの主要メンバーを摘発。のちに実刑判決が下される騒ぎとなった。

## 真相不明の事例
放送局側から、電波ジャックではなく放送事故である、もしくは原因不明であると公式発表が行われたものを列記する。

### イギリス

#### Southern Television
イギリスでは1977年11月26日、Southern Televisionが夕方に放送するITNニュースの音声を遮る形で電波ジャックが行われた（映像に支障は発生しなかった）。その内容は「銀河系協会の代表である"ギリオン"」を名乗る人物のデマ演説であり、人類に迫る危機に警告を発し世界平和と人類の融和を説いたものであった。6分間にわたるこのデマ放送は当時のイギリスで大変な話題となり、主要新聞はその州の日曜版で一斉にこの事件を報じた程であった。また、同国の超常現象専門誌Fortean Timesにはこの事件の特集が組まれ、放送された音声を書き起こした文章が掲載された。

### オーストラリア

#### セブン・ネットワーク
2007年1月3日、セブン・ネットワークがカナダのTVドラマ「メーデー!:航空機事故の真実と真相」を放送している最中に突然音声が途絶え、アメリカ人特有のアクセントで “Jesus Christ, help us all, Lord” と唱える音声が6分間にわたり繰り返し流れ続けた。セブン・ネットワークのスポークスマンは、実際には一部の語句を除いて関連性が見受けられないにもかかわらず、「この音声はメーデー!作中の実際の音声である “Jesus Christ one of the Nazarenes” という部分が繰り返し流れ続けてしまった放送事故である」という声明を発表した。しかし、セブン・ネットワークの外部で独自に研究を行う研究者は、流された音声は2006年にイラク戦争で武装勢力のIEDと銃撃を受けた民間トラックの光景を報じたニュース映像の音声の一部ではないかという指摘をしている。しかし、どういった経緯でこのような音声が放送に紛れてしまったのかは現在でも明らかになっていない。

### アメリカ

#### WJLA-TV
2007年7月13日、ワシントンD.C.のABC傘下のデジタル放送局WJLA-TVの地上デジタル放送に、突然不鮮明な男女の写真が映し出されるという事態が発生した。しかしこの事態は地上デジタル放送チャンネルにのみ行われ、アナログ放送のチャンネルには発生しなかった。当初この事態は、暗号化が行われているはずのデジタル放送に発生した本当の電波ジャックではないかと言われていたが、WJLA-TVの公式発表では「旧式のHDTVエンコーダの誤動作により、オプラ・ウィンフリー・ショーの静止映像が誤って表示されてしまった放送事故である」と発表されており、真相は現在でも明らかにはなっていない。

#### コムキャスト
2007年5月1日、ニュージャージー州リンクロフト一帯で、アメリカのケーブルテレビ事業者コムキャストが配信するディズニー・チャンネルにて「おたすけマニー」を放送中に、ハードコアポルノグラフィ映像が流されるという事件が発生した。コムキャストは視聴者からの苦情に対し、「我々はこの事件の根本的原因を今後も調査し続ける」という声明を発表した。2009年2月1日にはアリゾナ州ツーソンにおいて、同じコムキャストが配信するNBC系列の在ツーソン放送局KVOAが放送していた第43回スーパーボウル（アリゾナ・カージナルス対ピッツバーグ・スティーラーズ）の第4クォーターの最中に映像が途絶え、約30秒間にわたりポルノ映像が流されるという事件も発生した。2年前の事件の調査後にもかかわらず再び似たような事件が繰り返されたことで、コムキャストは対応と弁明に追われることになった。しかし、いずれの事件も現在まで原因の究明および犯人の逮捕には至っていない。

## でっち上げと見られる電波ジャック事件

### ワイオミング・インシデント（ワイオミング事件）
「アメリカ・ワイオミング州で発生したテレビ放送の電波ジャック」とされる映像（ただし、後述のようにフェイク映像である可能性が高い）。冒頭はニュース番組の映像（カラー）で始まるが、突如砂嵐（ノイズ）が発生し、全編モノクロの怪映像が6分程度にわたって続く。内容はまず、「333-333-333 We Present A SPECIAL PRESENTATION（訳：333-333-333 特別なプレゼンテーションをお送りします）」という文字列が画面上半分と、上下反転の鏡文字として画面下半分に書かれた映像が不気味な効果音とともに数秒続き、映像が大きな文字による不可思議な主張に切り替わると、直後に男性の顔をモチーフにしたアニメーション映像が流れ、再び「333…」のローテーションが複数繰り返されるというものであった。前衛芸術的な表現方法を用いられた映像で、その映像を見た人々の大半が「気味の悪い映像」だと評価しており、インターネット上では「アメリカで起きた電波ジャック事件」として高い知名度を持つ。
しかし、その知名度に反して公開されている映像や上述したことの顛末以外の情報に乏しい（もし実際の電波ジャック事件だとしたら、5W1Hのうち何年何月何日何時何分ごろに行われたのかという肝心の「when」（いつ）が欠けている）。また、2004年ごろにインターネット上で動画が公開されてから初めて有名になったこと、電波ジャックにしては砂嵐のノイズが不自然（実在する電波ジャック事件の映像と比較すると分かりやすい）で、テレビ放送の映像にしては（インターネットで流れている映像の）画質が高すぎるなどの指摘も挙がっており、「映像は単なるフェイクであり、事件そのものも実在しなかった」という見解が一般的である。さらに2007年には、映像の作者と称する人物がWindowsムービーメーカーなどのソフトを用いて作ったフェイク映像であるとコメントしている。

## 電波ジャックが登場する作品
- テレビドラマ
  - スパイ大作戦 第1シーズン第22話「テレビ中継車（原題 The Confession）」 - 1967年初放映
  - ザ・ハングマンV - 朝日放送・テレビ朝日系列で1986年に放映されたテレビドラマ、全27話
- 映画
  - ゼイリブ - ジョン・カーペンター監督、1988年公開
  - きんぴら[31] - 一倉治雄監督、1990年公開
  - 君の名は。-新海誠監督、2016年公開
- その他
  - 電波大泥棒 - 井上ひさしの短編小説、『小説現代』1973年8月号初出、短編集『いとしのブリジット・ボルドー』（講談社）に収録
  - ポケットモンスター 金・銀 - 1999年発売のゲームボーイ用コンピュータゲーム。敵キャラクターの「ロケット団」がコガネシティのラジオ送信塔を占拠する場面がある。

## 語の転用
上記のような意味から転じ、報道等で、以下のような状況を「電波ジャック」と称することがあるが、比喩表現であり、当然犯罪行為ではない。
- 1人または1組の出演者が宣伝等のために、短期間（1日間など）に複数の放送番組・放送局へ出演すること。（例→[32][33]）
- ある1つの題材を、複数の放送局が一斉に、あるいはほぼ同時に番組内で取り上げること。（例→[34][35]）

なお、実際の電波ジャック事案との区別のため、上記は「番組ジャック」「テレビジャック」「ラジオジャック」などとも言い換えられる。